# Phryganea nigripennis
Phryganea nigripennis is een fossiele soort schietmot uit de familie Phryganeidae.